# Helge Bruun
Helge Gösta Bruun, född 31 december 1897 i Kalmar, död där 7 januari 1978, var en svensk botaniker.
Helge Bruun var son till grosshandlaren Johan Magnus Bruun. Efter studentexamen i Kalmar 1916 blev han student vid Uppsala universitet, och filosofie kandidat 1922, filosofie licentiat 1931, filosofie doktor och docent i botanik 1932 samt filosofie magister där 1936. Bruun var 1923-1925 anställd vid John Innes horticultural institution i London och var från 1938 lektor i biologi med hälsolära och kemi vid Högre allmänna läroverket i Strängnäs. Han företog botaniska resor i Sverige och Norge samt till Nederländerna, England, Skottland och Egypten. Som botaniker var Bruun främst verksam inom cytologin och ärftlighetsforskningens områden och arbetade för utvidgad användning av svenska matsvampar. Han utgav ett flertal botaniska arbeten, varibland särskilt märks doktorsavhandlingen Cytological studies in Primula (1932).